# St. Lukas (Oberhain)

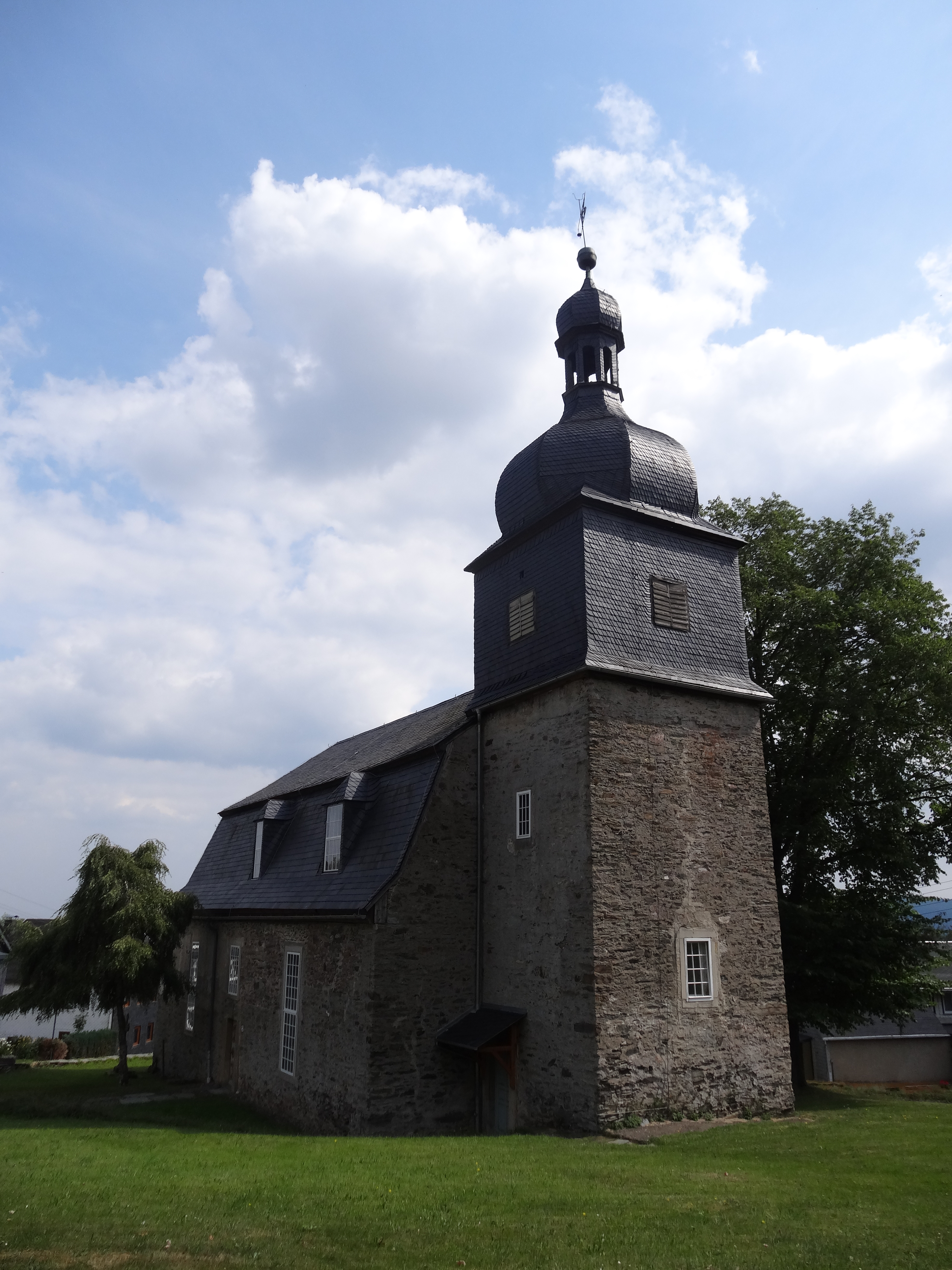
Die Kirche

Die evangelische Dorfkirche St. Lukas Oberhain steht im Ortsteil Oberhain der Stadt Königsee im Landkreis Saalfeld-Rudolstadt in Thüringen.

## Geschichte
Die mit Schindeln gedeckte Kapelle in Oberhain wurde 1521 erstmals urkundlich genannt. Später erhielt sie eine Schieferdeckung. Das kleine Gotteshaus wurde mehrfach umgebaut und vergrößert, es war Filiale des Pfarrdorfes Allendorf. Nach Fertigstellung des Allendorfer Pfarrhauses standen 1745 Mittel für Oberhain bereit, so dass das baufällige Gotteshaus erneuert werden konnte. Diese Kirche wurde 1745–1751 im Stil des Bauernbarock errichtet, im Zuge ihrer Fertigstellung wurde das alte überbaute  Kirchengebäude innen in der neuen Kirche abgebrochen.
Der Kanzelaltar wurde am 17. Oktober 1750 eingeweiht. Die Ausmalung mit biblischen Motiven an den Emporen und an der Deckentonne stammt aus dieser Zeit.
Der Kirchturm wurde 1747 fertiggestellt. Das restaurierte Taufgestell hatte der Allendorfer Pfarrer Holzhey bereits 1709 gestiftet.
Die Schulze-Orgel aus dem Jahre 1864 mit 13 Registern auf zwei Manualen und Pedal ist bespielbar. Die Reparatur wurde durch die Deutsche Stiftung Denkmalschutz gefördert.
Um 1980 wurde die Kirche mit Schwamm befallen. 1988 begannen die Sanierungsarbeiten, die noch nicht abgeschlossen sind. Fußböden, Gestühl, Treppen, Emporen und Deckenbalken müssen abgerissen werden.
Zur 250-Jahr-Feier im Oktober 2000 erhielt die Kirche den Namen St. Lukas.
Das hölzerne Vorhäuschen am Eingang zum Friedhof ist für die Besucher der Nachbargemeinden als Wetterschutz gedacht.